# Gramada (montagne)
Pour l’article homonyme, voir Gramada.
Le mont Gramada (en serbe cyrillique : Грамада), également appelé Crkvena planina (Црквена планина), est une montagne du sud-est de la Serbie. Il culmine à 1 719 m d'altitude au pic éponyme de Gramada.

## Géographie
Le mont Gramada est situé à l'est de Crna Trava, le long de la frontière entre la Bulgarie et la Serbie. Il est entouré par le mont Ostrozub au nord-ouest, par le mont Ruj au nord-est, par le mont Čemernik à l'ouest et au sud et par la vallée de Znepole à l'est (en Bulgarie). Le lac Vlasina s'étend au sud de la montagne.